# 1-я Сибирская стрелковая дивизия
1-я Сибирская стрелковая дивизия — пехотное стрелковое соединение в составе Русской императорской армии, принимала активное участие в Русско-японской и Первой мировой войнах.
Штаб-квартира дивизии: Никольск-Уссурийский. Дивизия входила в 1-й Сибирский армейский корпус.

## История
В 1880 г. из 1, 2, 3 и 4-го Восточно-Сибирских стрелковых батальонов была сформирована Восточно-Сибирская стрелковая бригада. В 1883 г. она была переименована в 1-ю Восточно-Сибирскую в связи с формированием в том же году 2-й Восточно-Сибирской стрелковой бригады. В период русско-японской войны 1-я — 8-я Восточно-Сибирские стрелковые бригады были развернуты в стрелковые дивизии. В 1910 году Восточно-Сибирские стрелковые дивизии были переименованы в Сибирские, их число увеличено до 11.

### Наименование
В период своего существования соединение имело следующие полные действительные наименования:
- 1880—1883 — Восточно-Сибирская стрелковая бригада
- 1883—1904 — 1-я Восточно-Сибирская стрелковая бригада
- 1904—1910 — 1-я Восточно-Сибирская стрелковая дивизия
- 1910—1918 — 1-я Сибирская стрелковая дивизия

### Боевые действия
Хотя в Харбине я имею надёжного и распорядительного главного начальника тыла в лице генерала Надарова, который до сего времени удерживает Харбин в должном порядке и повиновении, тем не менее я предполагаю к 10 декабря перевести в этот город самую надёжную 1-ю Восточно-Сибирскую стрелковую дивизию и командира 1-го Сибирского корпуса генерала Гернгросса, который будет достойным помощником генералу Надарову.— Письмо Н. П. Линевича Николаю II 6 декабря 1905 г.

Корпус под командованием генерала М.М. Плешкова стяжал себе славу с самого начала войны. Его 1‑я дивизия прямо из вагонов, без единого орудия, атаковала немцев у Пясечна и спасла Варшаву. Затем корпус отстоял Лодзь и сокрушил 1-й германский резервный корпус под Праснышем, где 3-й Сибирский стрелковый полк полковника В.А. Добржанского захватил знамя померанских фузилеров.— Симонов Д. Г. Сибирские формирования в период Первой мировой войны: краткий исторический обзор
Дивизия - активная участница Нарочской операции.

5 марта началось десятидневное побоище, известное под именем «Нарочского наступления». Корпус за корпусом шёл на германскую проволоку и повисал на ней, сгорал в адском огне германской артиллерии. Наша слишком малочисленная и слабая калибром артиллерия, вдобавок чрезвычайно неудачно сгруппированная, оказалась беспомощной против бетонных сооружений, войска увязали в бездонной топи... I Сибирский корпус прорвал было железной грудью мощные позиции 21-го германского корпуса, но, не поддержанный, захлебнулся в своей крови... Беспросветная бойня шла во 2-й армии до 15 марта, пока, наконец. Ставка не приказала прекратить её. 16 атаковавших у Нарочи русских дивизий 2-й армии лишились 90 000 человек (20 000 убитых, 65 000 раненых, 5000 без вести пропавших) ...в I Сибирском корпусе 1-я Сибирская стрелковая дивизия потеряла 7612 человек.— Керсновский А. А. История Русской армии

1-я Сибирская дивизия за один первый год войны переменила шесть составов (из строя 1-го Сибирского стрелкового Его Величества полка с сентября 1914 года по август 1915 года убыло 20 000 человек).— Керсновский А. А. История Русской армии

## Состав

### Бригады
- управление
- четыре Восточно-Сибирских стрелковых батальона

### Дивизии
- управление
- 1-я бригада (Никольск-Уссурийский)
  - 1-й Сибирский стрелковый Его Величества полк
  - 2-й Сибирский стрелковый генерал-адъютанта графа Муравьёва-Амурского полк
- 2-я бригада (Шкотово)
  - 3-й Сибирский стрелковый полк
  - 4-й Сибирский стрелковый полк
- 1-я Сибирская стрелковая артиллерийская бригада (Никольск-Уссурийский)

## Командование дивизии
(Командующий в дореволюционной терминологии означал временно исполняющего обязанности начальника или командира. Должности начальника дивизии соответствовал чин генерал-лейтенанта, и при назначении на эту должность генерал-майоров они оставались командующими до момента своего производства в генерал-лейтенанты).

### Начальники бригады (дивизии)
- хх.хх.1880 — 24.01.1882 — генерал-майор Красовский, Николай Иванович
- 30.08.1882 — 14.07.1884 — генерал-майор Гинце, Андрей Иванович
- 12.12.1884 — 01.07.1888 — генерал-майор Курсель, Виктор Магнусович
- 01.07.1888 — 11.04.1890 — генерал-майор Деген, Виктор Николаевич
- 11.04.1890 — 15.06.1892 — генерал-майор Попов, Александр Николаевич
- 22.06.1892 — 25.01.1896 — генерал-майор Макеев, Владимир Петрович
- 09.03.1896 — 01.02.1899 — генерал-майор Ильинский, Виктор Федорович[3]
- 01.03.1899 — 16.12.1902 — генерал-майор Флейшер, Николай Николаевич
- 16.12.1902[4] — 23.05.1905 — генерал-майор (с 21.08.1904[5] генерал-лейтенант) Гернгросс, Александр Алексеевич
- 17.06.1905 — 08.02.1914 — генерал-майор (с 30.07.1907 генерал-лейтенант) Леонтий Леонтьевич Сидорин
- 05.03.1914 — 11.08.1914 — генерал-лейтенант Марков, Сергей Дмитриевич
- 12.08.1914 — 04.09.1914 — генерал-лейтенант Третьяков, Николай Александрович
- 05.09.1915 — хх.11.1917 — генерал-лейтенант Подгурский, Фёдор Александрович

### Начальники штаба дивизии
- 14.04.1902[6] — 16.02.1906 — полковник Новосельский, Валериан Иванович
- 09.03.1906 — 09.06.1906 — подполковник Максимович, Павел Семёнович
- 09.06.1906 — 04.10.1906 — подполковник Гиршфельд, Константин Григорьевич
- 30.11.1908 — 21.06.1912 — подполковник (с 06.12.1908 полковник) Сербинович, Константин Иванович
- 11.07.1912 — 16.12.1914 — полковник Ярон, Владимир Иванович
- 20.12.1914 — 13.02.1916 — полковник Шевцов, Иван Николаевич
- 13.02.1916 — 21.04.1916 — и. д. полковник Крестников, Александр Фёдорович
- 12.06.1916 — 31.07.1916 — полковник Муханов, Александр Владимирович
- 08.12.1916 — 30.09.1917 — генерал-майор Гибер фон Грейфенфельс, Алексей Григорьевич
- 16.10.1917 — xx.xx.1917 — подполковник Кислов, Григорий Яковлевич

### Командиры 1-й бригады
Бригадное звено командования учреждалось в соединении при его развертывании в дивизию.
- 22.02.1904 — 15.08.1904 — генерал-майор Рутковский, Иван Станиславович
- 05.10.1904 — 15.03.1907 — генерал-майор Довбор-Мусницкий, Константин Романович
- 15.03.1907 — 11.01.1909 — генерал-майор Захаров, Пётр Матвеевич
- 19.01.1909 — 22.04.1915 — генерал-майор Бунин, Алексей Николаевич
- 26.04.1915 — 11.05.1915 — генерал-майор Чаусов, Николай Дмитриевич
- 11.05.1915 — 08.09.1915 — генерал-майор Любицкий, Яков Яковлевич
- 11.02.1917 — 12.05.1917[7] — генерал-майор Панфилов, Пётр Петрович
- 06.05.1917[8] — хх.хх.хххх — полковник (с 05.11.1917 генерал-майор) Стариков, Александр Михайлович

### Командиры 2-й бригады
- 09.02.1904 — 25.02.1905 — генерал-майор Максимович, Анатолий Александрович
- 25.03.1904 — 22.09.1904 — генерал-майор Шатилов, Владимир Павлович
- 07.09.1905 — 24.05.1906 — генерал-майор Леш, Леонид Вильгельмович
- 21.06.1912 — 05.10.1914 — генерал-майор Жуковский, Владимир Иванович
- 20.07.1915 — 11.09.1916 — генерал-майор Ларионов, Яков Михайлович

### Командиры 1-й Сибирской стрелковой артиллерийской бригады
Сформирована 15 июня 1851 г. К 1880 г. называлась Восточно-Сибирской артиллерийской бригадой. С 31 июля 1895 г. — 1-я Восточно-Сибирская артиллерийская бригада. 15 февраля 1904 г. переформирована в 1-ю Восточно-Сибирскую стрелковую артиллерийскую бригаду. С 1 сентября 1910 г. — 1-я Сибирская стрелковая артиллерийская бригада.
- 04.04.1877 — хх.хх.1885 — подполковник (с 30.08.1880 полковник) Бориславский, Михаил Иванович
- 30.01.1885 — 22.05.1890 — полковник (с 12.07.1885 генерал-майор) Скуратов, Александр Евстафьевич
- 25.05.1890 — 11.10.1893 — генерал-майор Топорнин, Дмитрий Андреевич
- 11.10.1893 — 28.11.1899 — генерал-майор Лясковский, Иосиф Викентьевич
- 29.12.1899 — 21.03.1902 — полковник (с 01.01.1901 генерал-майор) Корольков, Ярослав Иванович
- 05.04.1902 — 20.08.1905 — полковник (с 03.10.1902 генерал-майор) Лучковский, Алексей Антонович
- 26.09.1905 — 21.03.1906[9] — командующий полковник Коломейцев, Василий Васильевич
- 09.05.1906 — 02.03.1909[10] — полковник (с 06.12.1906 генерал-майор) Овсяный, Александр Александрович
- 05.05.1909 — 10.04.1910[11] — генерал-майор Мохов, Валентин Фёдорович
- 13.05.1910 — 14.02.1915 — генерал-майор Михайлов, Николай Александрович
- 14.02.1915 — 28.04.1917 — генерал-майор Бодиско, Владимир Константинович
- 28.04.1917 — хх.хх.хххх — полковник (с 23.11.1917 генерал-майор) Андреев, Николай Николаевич